# うみどり (駆潜艇)
うみどり（ローマ字：JDS Umidori, PC-316、ASU-63）は、海上自衛隊の駆潜艇。みずとり型駆潜艇の6番艇。艇名は海鳥に由来する。

## 艦歴
「うみどり」は、昭和36年度計画甲型駆潜艇3016号艇として、1962年2月15日に佐世保重工業で起工され、1962年10月15日に進水、1963年3月30日に就役し、舞鶴地方隊第4駆潜隊に編入された。
1984年3月30日、特務艇に種別変更され船籍番号がASU-63となり、大湊地方隊に直轄艇として編入。
1987年3月24日、除籍。

### 歴代艇長
| 代 | 氏名     | 在任期間               | 出身校・期         | 前職               | 後職       | 備考 |
| -- | -------- | ---------------------- | ------------------ | ------------------ | ---------- | ---- |
|    | 岡島襄三 | 1970.12.26 - 1972.9.24 | 海保大1期・4期幹候 | 海上幕僚監部防衛部 | はまな副長 |      |